# Isao Okano
Isao Okano, född 20 januari 1944 i Ryūgasaki, är en japansk före detta judoutövare.
Okano blev olympisk guldmedaljör i mellanvikt i judo vid sommarspelen 1964 i Tokyo.